# کریستابل اودورو
کریستابل اودورو (انگلیسی: Christabel Oduro؛ زادهٔ ۱ نوامبر ۱۹۹۲) بازیکن فوتبال اهل کانادا است.
وی همچنین در تیم‌های ملی فوتبال Canada women's national under-20 soccer team و زنان کانادا بازی کرده‌است.